# 빅토르 흐리스텐코

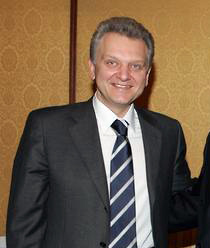
2006

빅토르 보리소비치 흐리스텐코(러시아어: Ви́ктор Бори́сович Христе́нко, 문화어: 윅또르 흐리스쩬꼬, 1957년 8월 28일 ~ )는 러시아 연방의 정치인, 러시아 연방정부 제1부의장, 러시아 연방 정부의장 권한 대행을 했다. 산업 에너지상 등을 받았다.
1957년 8월 28일 첼랴빈스크에서 태어났다. 1974년 첼랴빈스크 공과대학교에 입학하여 1979년 학위를 취득하고 러시아 국민경제 아카데미를 졸업했다.
| 전임 미하일 카시야노프 | 러시아의 총리 권한대행 2004년 2월 24일 ~ 2004년 3월 5일 | 후임 미하일 프랏코프 |